# Schisma (planta)
Schisma es un género de hepáticas perteneciente a la familia Gymnomitriaceae. Comprende 22 especies descritas y de estas, solo 10 aceptadas.

## Taxonomía
El género fue descrito por Barthélemy Charles Joseph Dumortier y publicado en Commentationes Botanicae 114. 1822.

## Especies aceptadas
A continuación se brinda un listado de algunas de las especies del género Schisma (planta) aceptadas hasta marzo de 2015, ordenadas alfabéticamente. Para cada una se indica el nombre binomial seguido del autor, abreviado según las convenciones y usos.
- Schisma balboi Gola
- Schisma boliviense Steph.
- Schisma capillaris (Stephani) Stephani
- Schisma delavayi (Stephani) Stephani
- Schisma dicranum (Taylor) Stephani
- Schisma longifissum (Stephani) Stephani
- Schisma longispinum (J.B. Jack & Stephani) Stephani
- Schisma molle (Stephani) Stephani
- Schisma sanguineum (Mont.) Stephani
- Schisma wichurae (Stephani) Stephani